# Clausenengen Fotballklubb
Il Clausenengen Fotballklubb è una società calcistica norvegese con sede nella città di Kristiansund. Milita nella 4. divisjon, quinto livello del campionato norvegese. Il club fu fondato nel 1921 e militò per alcune stagioni nella Norgesserien. Attualmente milita nella 4. divisjon dal 2014. Nel 2003, il Clausenengen ed il Kristiansund Fotballklubb stipularono un accordo che stabiliva che i migliori prospetti delle due squadre si trasferissero al Kristiansund Ballklubb, con l'obiettivo di costruire un nuovo club elitario per la città.

## Palmarès

### Competizioni nazionali
- 3. divisjon: 1

1997

### Altri piazzamenti
- 2. divisjon:

Terzo posto: 2000 (gruppo 6)